# Lzzy Hale
Elizabeth "Lzzy" Hale (ur. 10 października 1983 w Red Lion w stanie Pensylwania) – amerykańska wokalistka, gitarzystka, autorka tekstów i piosenek. Lzzy Hale znana jest przede wszystkim z występów w zespole muzyki rockowej Halestorm, którego była współzałożycielką. W 2013 roku wraz z grupą otrzymała nagrodę amerykańskiego przemysłu fonograficznego Grammy w kategorii Best Hard Rock/Metal Performance za singel "Love Bites (So Do I)". Hale gościła także na płytach zespołów Shinedown, Black Stone Cherry, Adrenaline Mob i Device, a także amerykańskiej skrzypaczki Lindsey Stirling.
Hale jest promotorką instrumentów firmy Gibson, która produkuje sygnowany przez nią model gitary z serii Explorer. Gitarzystka używa ponadto wzmacniaczy i kolumn głośnikowych firm Marshall i EVH.

## Dyskografia
Single
| "Shatter Me" (Lindsey Stirling feat. Lzzy Hale) | 2014 | 59 | Shatter Me |
| "Our New World" (Dream Theater feat. Lzzy Hale) | 2016 | –  | –          |
| „–” oznacza, że album nie był notowany.         |      |    |            |

Inne
| Album                                                      | Rok  | Uwagi                                             | Źródło |
| ---------------------------------------------------------- | ---- | ------------------------------------------------- | ------ |
| Black Stone Cherry – Between The Devil & The Deep Blue Sea | 2011 | gościnnie chórki                                  | [ 7 ]  |
| Adrenaline Mob – Omertá                                    | 2012 | gościnnie śpiew w utworze "Come Undone"           | [ 8 ]  |
| Device – Device                                            | 2013 | gościnnie śpiew w utworze "Close My Eyes Forever" | [ 9 ]  |
| Lindsey Stirling – Shatter Me                              | 2014 | gościnnie śpiew w utworze "Shatter Me"            | [ 10 ] |

## Nagrody i wyróżnienia
| Rok  | Kategoria                      | Tytułem   | Nagroda                         | Nota | Źródło |
| ---- | ------------------------------ | --------- | ------------------------------- | ---- | ------ |
| 2013 | Hottest Female                 | Lzzy Hale | Kerrang! Awards                 | Laur | [ 11 ] |
| 2016 | Dimebag Darrell Shredder Award | Lzzy Hale | Metal Hammer Golden Gods Awards | Laur | [ 12 ] |